# Dénomination des États-Unis et de leurs habitants

Localisation des États-Unis.

En français, le nom des habitants des États-Unis est, de manière officielle dans l'administration française et les institutions européennes comme dans l'usage courant, « Américain », même si ce terme désigne au sens premier l'ensemble des habitants du continent américain.
D'autres dénominations existent. Le gentilé « États-Unien » (ou ses variantes « Étatsunien », « Étasunien ») est aussi utilisé en français depuis 1910 pour désigner les seuls habitants des États-Unis en les distinguant de ceux des autres pays du continent américain. Contrairement à celui d'« Américain », le terme « États-Unien » désigne toujours les habitants des États-Unis, bien que le nom en forme longue du Mexique débute également par « États-Unis ». Son usage est beaucoup moins répandu que celui du terme « Américain », et parfois controversé.

## Nom du pays

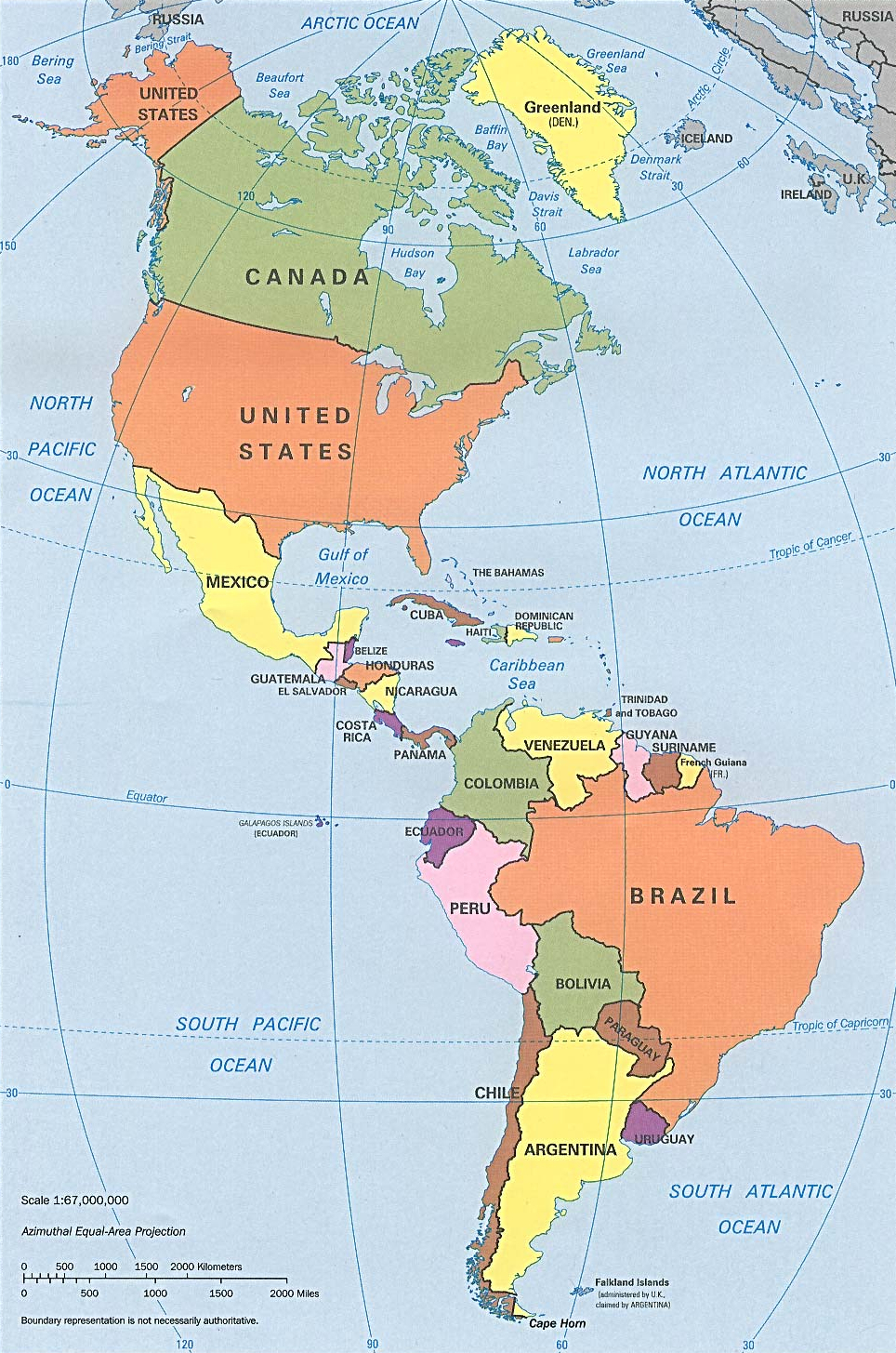
Le continent américain.

Le nom du pays est « États-Unis d'Amérique » (forme longue) pour les usages officiels  et « États-Unis » (forme courte du nom) pour les usages courants. Couramment, on dit aussi « les USA » ou « les US », bien que ces abréviations proviennent de l'anglais. Familièrement, on entend parfois en France (et on entendait souvent, dans les années 1950-1980, au Québec), l'emprunt « les States ». Au Québec et au Nouveau-Brunswick, on peut aussi entendre « les États ».
Grammaticalement, ce pays se distingue par le fait que sa forme courante est au pluriel. Toutefois, en anglais, « US », utilisé comme nom, est considéré comme singulier.
Les sigles de langue anglaise « USA » et « US » sont universellement compris. Ce dernier sigle est à l'origine de l'allégorie de l'Oncle Sam (Uncle Sam). Le suffixe .us est aussi le nom de domaine internet correspondant à ce pays (mais il est peu utilisé, les Américains préférant des noms génériques). Les sigles français « EU », « ÉU », « EUA » ou « ÉUA » ainsi que les abréviations « É.-U. » ou « É.-U. A » sont plus souvent employés dans un cadre scolaire mais n'ont pas la popularité des sigles anglais. De plus, le sigle EU est ambigu car il peut aussi désigner l’Union européenne : EU est à la fois le sigle pour l’anglais « European Union », les premières lettres du nom « Europe » et le nom de domaine de l’Union (.eu).
Le terme « Amérique » désigne le continent où se trouvent les États-Unis. Mais, selon le contexte, il peut désigner les seuls États-Unis d'Amérique, ce qui peut créer quelques ambiguïtés. Ainsi, Voice of America a été la voix des États-Unis durant la Guerre froide. Dans Tintin en Amérique, le héros ne visite que les États-Unis. Enfin, la célèbre phrase « God Bless America » est une phrase patriotique des habitants des États-Unis, en aucun cas une phrase d'unité du continent.
Pour éviter toute confusion, certains emploient le terme « les Amériques » pour désigner « l’Amérique » au sens du continent ; on tourne aussi la difficulté en utilisant la locution « le continent américain ».
Le terme « États-Unis » lui-même est légèrement ambigu, car le nom officiel du Mexique est « États-Unis mexicains » — dans ces conditions, même « États-Unis d'Amérique » n'est pas tout à fait dénué d'ambiguïté, car le Mexique se trouve aussi en Amérique du Nord. Pour éliminer toute confusion, certains élus mexicains plaident pour le retrait de l'expression « États-Unis » du nom officiel.

## Gentilé

### Américain
Les habitants des États-Unis sont appelés « Américain, Américains, Américaine et Américaines ». Cette forme est la plus couramment employée. C’est le seul gentilé indiqué dans le code de rédaction interinstitutionnel de l’Union européenne ainsi que dans la Liste annexée à l'arrêté français du 4 novembre 1993, qui contient les recommandations de la France pour ses fonctionnaires sur l’usage des gentilés.
Les habitants des États-Unis, ayant la nationalité du pays, sont les citoyens des États-Unis d'Amérique (ou citoyens des États-Unis). Dans le langage courant, afin d'englober les simples résidents, la forme largement établie et utilisée en français est l'adjectif « américain », et le substantif « Américain » (American en anglais). Les adjectifs correspondants sont « américain, américains, américaine et américaines ». Pour les adjectifs composés, « américano- » est employé (exemple, la Guerre américano-mexicaine). Le glottonyme utilisé pour décrire l’anglais parlé aux États-Unis est « anglais américain ». Pour sa part, le Bureau du recensement des États-Unis définit des sous-catégories à usage interne selon les origines des citoyens.
Cet usage, à la fois courant et officiel, n'empêche pas d'utiliser également le terme « Américain » pour désigner l'ensemble des habitants du continent américain (ou « des Amériques »), comme l'illustre en décembre 2014 le discours du président des États-Unis Barack Obama, déclarant aux Cubains « nous sommes tous américains » (« somos todos americanos »),,,.

### États-Unien
L'ambiguïté avec le nom des habitants du continent américain, soulignée ci-dessus, a mené à la création du terme « États-Unien »,, également orthographié « Étatsunien » ou « Étasunien », jugé plus précis par quelques auteurs,.

#### Usage dans les médias
L'emploi du terme en France est attesté dans La Revue du mois en 1910 (« à la différence des États-Uniens et des Canadiens, les latins du Mexique, du Pérou, du Chili, de l'Argentine et du Brésil ne sont point — ou à peine — affligés du préjugé de couleur »), dans Le Monde en 1948 (« voici que d'Amérique aussi nous viennent ces bandes d'images, ces comic strips, dont le mâle états-unien et sa compagne font leur quotidien régal ») et dans La Croix en 1965 dans l'expression « Au sein de la communauté noire étasunienne ». Très peu utilisé dans le langage courant, le terme a été diffusé depuis les années 1990 via son usage dans des médias. Il est notamment présent chez certains traducteurs de Courrier international. De la même façon, le Centre d'analyse stratégique, organisme de prospective et de réflexion du gouvernement français (rattaché au Premier ministre) y recourt à l'occasion dans ses notes de veille, où il alterne avec « américain ». On le trouve également dans certains textes publiés par Le Monde diplomatique. Selon Jacques Desrosiers, au Canada, « le mot est marqué à gauche sur l'échiquier politique ».
Le terme est présent comme substantif ou comme adjectif dans certains dictionnaires où il se rapporte sans équivoque aux États-Unis d'Amérique (Le Petit Larousse, Le Petit Robert, le Grand dictionnaire terminologique). Il s'agit d'un équivalent français du terme espagnol « estadounidense » et du terme italien « statunitènse ».
Le terme est fréquemment utilisé avec une visée idéologique dans le cadre de discours critiques envers l'action des États-Unis, comme dans des organismes et médias antiaméricains ou altermondialistes comme Indymédia ou Rezo.net.
En 2013, l'adjectif « états-unien » se trouve employé dans un manuel de préparation à l'épreuve d'histoire-géographie du bac Terminales L et ES publié par l'éditeur scolaire français Hatier.
En 2025, il se trouve dans une délibération de la CNIL : « De ce fait, en application de cette législation, les autorités états-uniennes sont susceptibles d’adresser à Microsoft des injonctions de communication des données qu’il héberge. »

#### Polémiques quant à son utilisation

##### Néologisme
Dès son apparition, le terme a rencontré une franche hostilité. En 1943, constatant sa banalisation, la journaliste et écrivaine franco-américaine Yvonne Le Maître s'emporte contre l'épithète « États-unien » : « États-unien devient banal autant que baroque ; on ne le voit que trop. Une fois établi pour de bon, où ne nous mènera-t-il pas, ce vocable prétentieux ? […] (Le Maître, 1943c) ». En 1959, le géographe français Pierre George, manifeste, dans un compte rendu pour les Annales de géographie, son rejet de l'adjectif « étatsunien », « néologisme particulièrement choquant, qui a déjà tenté à plusieurs reprises son entrée dans le vocabulaire géographique », et dans lequel il voit le « porte-drapeau des cecaiens, des urssiens et autres barbarismes à proscrire ».
Comme le souligne Jacques Desrosiers, l'introduction d'un néologisme concernant un des plus grands pays du monde pose une multitude de problèmes :

« Il faudrait quand même toute une rééducation pour en généraliser l'emploi. Pensons à tout ce qu'il faudrait rebaptiser. Ne dites pas : la guerre américano-mexicaine, dites : la guerre mexicano-états-unienne. Ne dites pas : la révolution américaine, les relations canado-américaines, le vin américain, etc. Dites : l'armée états-unienne, les Noirs états-uniens, Je me suis acheté une voiture états-unienne. Et n'oublions pas les cinquante États états-uniens. Nul ne contestera que la logique plaide pour états-unien. Mais en face il y a l'histoire, l'usage, la langue, l'euphonie, les habitudes. C'est beaucoup. Pour être efficace, il faudrait en même temps intensifier l'emploi géographiquement correct d'américain, ce qui ferait surgir l'ambiguïté de partout. »

##### Manque de précision
D'autres pays du continent américain réfèrent officiellement à l'union de plusieurs États, comme les États-Unis mexicains (Estados Unidos Mexicanos), ou la république des États-Unis du Brésil (República dos Estados Unidos do Brasil, nom porté par le pays jusqu'en 1968). L'usage des termes « Américains » et « américain » au sujet des « États-Unis d'Amérique » est une généralisation analogue à l'emploi de « Mexicains » et « mexicain » au sujet des « États-Unis mexicains ».

##### Différences d'appréciation
Pour autant, l'appréciation de cette utilité est différente selon la culture.
Ainsi, au Canada, certains lecteurs du journal La Presse ont exprimé leur irritation lorsque le terme « américain » est utilisé pour désigner les habitants des États-Unis. Les deux termes étant corrects, le journal n'a pas de ligne éditoriale concernant l'emploi de l'un ou de l'autre et laisse le choix à l'auteur de l'article.
Le terme est parfois employé au Québec où certains jugent le terme « états-unien » utile pour différencier les États-Unis des autres pays du continent américain. En 2001, le sociologue québécois Guy Rocher explique pourquoi il utilise délibérément ce terme : « La confusion entre États-Unis et Amérique, entre états-unien et américain, est un legs du contexte géopolitique du XVIIIe siècle, qui a perdu son sens au XXIe siècle. Elle a comme conséquence de priver du titre d'Américain la majorité des habitants des trois Amériques, du Canada à l'Argentine, qui ne vivent pas aux États-Unis. Un Québécois se sent américain pas états-unien ». Pour sa part, le politologue québécois Gilbert Gagné, écrivant en 2004 dans la revue Politique et Sociétés, indique que dans son article, « Afin d'éviter toute confusion, le terme « étatsunien » est utilisé pour référer aux États-Unis alors que « américain » fait référence à l'ensemble du continent ou aux Amériques ». Le terme permet, selon certains, d'éviter de froisser des susceptibilités, notamment en présence de ressortissants de pays américains autres que les États-Unis d'Amérique, l'usage restrictif du terme « américain » pouvant être perçu comme impliquant une certaine vision hégémonique du panaméricanisme.
Dans le même ordre d'idées, dans le pays lusophone d'Amérique, le Brésil, on utilise plus fréquemment le terme équivalent, estadunidense, qu'au Portugal (voir ci-après Distinctions dans d'autres langues).

##### Caractère péjoratif
L'utilisation de ce terme dans certains articles de journaux francophones a pu irriter certains lecteurs. Des commentateurs d'un article de la version en ligne du quotidien français Le Monde contenant « états-unien »  ont perçu ce terme comme péjoratif ou négatif à l'égard des États-Unis,. Cette réaction des lecteurs a été commentée dans le New York Times et l'International Herald Tribune un mois plus tard par des journalistes français du site Internet du Monde. France Info a précisé, à la suite d'une question d'auditeur, que l'usage du terme n'aurait pas cours dans ses reportages et bulletins.
De son côté, Radio-Canada évoque la possibilité de « prohiber l'utilisation du terme « États-Unien » en invoquant le fait que ce terme a une connotation péjorative ». Jacques Desrosiers, dans un article publié par le Bureau de traduction du Canada, note que le mot est principalement présent dans « les médias et les sites contestataires ou militants » critiques à l'égard des États-Unis :

« Remarquons que les États-Uniens continueraient d'être des Américains — comme nous ! Combien parmi nous sont prêts à se définir comme « Américains » ? On peut prédire une certaine résistance. De plus, s'il y a un brin d'anti-américanisme dans la promotion d'états-unien, forcément il sera lui aussi péjoratif. C'est comme si on remettait chaque fois sous le nez des Américains la carte du continent »

— Jacques Desrosiers

### Autres appellations francophones
Dans son Grand dictionnaire terminologique, l’Office québécois de la langue française (OQLF) précise : « Une tentative a été faite pour remplacer le terme états-unien, encore peu répandu par rapport au terme américain, par usanien. Celui-ci n'est qu'une forme francisée du terme anglais Usanian, légèrement familier, qui a été créé à partir du sigle USA (United States of America). Il existe en anglais plusieurs autres termes qui ont été proposés pour remplacer American, dont United-Statesian (ou United Statesian, ou encore Unitedstatesian), mais sans succès ».
L'abréviation « US » est parfois utilisée comme un adjectif, bien qu'elle représente littéralement un groupe nominal : on parle ainsi indifféremment d'une pelle américaine ou d'une pelle US, ou encore de l'armée américaine ou de l'armée US.

### Autres désignations anglophones
Aux États-Unis, le seul substitut officiel couramment employé pour désigner les habitants des États-Unis est la périphrase « citizens of the United States » (« citoyens des États-Unis »).
Dans le passé, on a proposé plusieurs substituts, qui ne soient pas une périphrase, à la place du terme « American », entre autres « Usonian », mis en avant par l'architecte Frank Lloyd Wright, qui avait appelé un type de maisons populaires les  « Usonian Homes » en 1936, et la désignation créée pour l’occasion « United-Statesian ». Ni l'un ni l'autre ne sont cependant entrés dans l'usage courant anglophone.
L’écrivain H. L. Mencken s’est amusé à collationner les divers néologismes apparus de 1789 à 1939, notamment « Columbian », « Columbard », « Fredonian », « Frede », « Unisian », « United Statesian », « Colonican », « Appalacian », « USian », « Washingtonian », « Usonian », « Uessian », « U-S-ian », « Uesican », and « United Stater ». Néanmoins, aucun de ces néologismes n’est passé dans la langue courante.
Une autre désignation du citoyen des États-Unis est « US-American », et ses variantes orthographiques « U.S.-American », « US American » et « U.S. American ».

### Distinctions dans d’autres langues
La distinction entre les habitants des États-Unis et ceux du continent américain se retrouve couramment dans les langues où le terme « américain » désigne non pas les habitants des États-Unis mais ceux de l'Amérique latine. En portugais, le terme « estadunidense » est utilisé au Brésil, mais est cependant en concurrence avec « norteamericano », et le terme « americano » est le plus usuel au Portugal. Le fonctionnement est proche en pandunia, où « amerike » désigne l’Amérique (continent) et « usamerike » les États-Unis d’Amérique. La nuance existe également en espagnol où « norteamericano » coexiste avec « estadounidense », ce dernier terme étant recommandé par l'Académie royale espagnole qui mentionne que « estadunidense » est préféré par les Mexicains,,. « Americano » est également utilisé. L'équivalent italien « statunitense » est utilisé mais le terme le plus usuel est, dans le langage courant, « americano ».
L'exemple du russe montre que l'éventuelle connotation des termes formés sur ce schéma est très variable suivant les époques et les lieux. Depuis le dernier quart du XXe siècle, les dictionnaires de russe parlé enregistrent de nombreux dérivés de la désignation officielle Soïédinionnie Chtaty Ameriki (Соединённые Штаты Америки), construits sur le substantif Chtaty « États » : chtatnik (штатник — les gentilés sont des substantifs s'écrivant sans majuscule en russe). Chtatnik est un argotisme lié à l'adjectif chtatny (штатный) « véritable, typique » et à l'adverbe chtatno (штатно) « normal, convenable ». Existent également les adjectifs familiers chtatovski (штатовский, avec la mention « connotation positive » dans le Grand Dictionnaire du russe familier expressif), chtatski (штатский) « des États-Unis ». En revanche, le dérivé nominal « chtatovtsy » (штатовцы) apparaît le plus souvent en contextes dépréciatifs.
L’espéranto a créé une appellation originale pour ce pays : « Usono » où la finale « o » est la marque des substantifs et « Uson » est tiré de United States of North America. En espéranto, le suffixe « an » étant la marque d'appartenance et « oj » la marque des substantifs au pluriel, le gentilé se forme simplement et naturellement par l'ajout de ce suffixe à la racine du nom du pays, donnant ainsi Usonanoj (Usonano au singulier). Sur le même modèle, Amerikanoj (Amerikano au singulier) désigne les habitants de l'Amérique (continent).

### Appellations familières et argotiques
« Yankee » est employé aux États-Unis pour désigner familièrement les « Nordistes » (voir l'article Guerre de Sécession) et particulièrement les habitants du Nord-Est. Le terme n’y est pas péjoratif, il existe par exemple un Yankee Stadium dans l'État de New York et une équipe de baseball, les Yankees de New York. Le terme est largement connu hors des pays anglophones, mais désigne alors plus largement l'ensemble des habitants des États-Unis.
« Gringo » (étranger) désigne parfois les Américains dans certains États d’Amérique latine ; le terme est largement connu (dans son sens d’étranger) hors des pays hispanophones.
Familièrement, en France, en Belgique et  en Suisse, les « Américains » sont parfois appelés les « Ricains » (par aphérèse, première attestation en 1918), les « Amerlos » (1936) ou encore les « Amerloques » (invariant au féminin, 1945). Certaines de ces tournures sont aujourd'hui quelque peu désuètes. Le mot allemand « Amis », toujours en usage, a été formé de la même manière. On trouve aussi « un Cainri » pour « un  Ricain » en verlan. Les Ricains est une chanson française, composée par Guy Magenta et écrite et interprétée par Michel Sardou en 1967. Le Ricain (1977) est un film français réalisé par Jean-Marie Pallardy. Le coureur cycliste américain Greg LeMond (vainqueur du Tour de France en 1986, 1989 et 1990) était surnommé « le Ricain ». L’Amerloque (2006) est un roman de Susie Morgenstern en langue française.

## Amérindiens
À la fin du XVe siècle, Christophe Colomb a popularisé le nom d’« Indien » comme désignation des autochtones d'Amérique. Pour éviter la confusion avec l'Indien de l’Inde, dans plusieurs pays francophones, on les appelle « Indiens d’Amérique » ou « Amérindiens ». En revanche, au Québec, on les désigne sous le vocable « Autochtones », de la même façon que l'administration publique canadienne — dans les documents qu'elle rédige en langue française — et l'administration publique québécoise utilisent le terme « Autochtones » pour les peuples autochtones du Canada. Aux États-Unis, les Amérindiens sont les « American Indians » (« Indiens américains ») ou « Native Americans » (« Américains autochtones »).